# Primer gobierno de Agustín Gamarra
El primer gobierno constitucional de Agustín Gamarra en el Perú empezó el 19 de diciembre de 1829 y terminó el 19 de diciembre de 1833. 
Gamarra desarrolló un gobierno de fuerza y de carácter autoritario, apoyándose en los conservadores y enfrentando a los liberales. No tuvo reparos en violar los preceptos constitucionales, motivo por el cual recibió tenaz oposición y debió enfrentar numerosas sublevaciones, entre las que se cuentan las de Gregorio Escobedo en el Cuzco, la del capitán Rossel en Lima, la de los capitanes Deustua y Flores en Ayacucho, y la de Felipe Salaverry en el norte. En el Congreso, el grupo liberal encabezado por el clérigo Francisco de Paula González Vigil, denunció valientemente sus infracciones a la Constitución. De otro lado, en el plano internacional, tuvo que enfrentar la amenaza del presidente boliviano Andrés de Santa Cruz que pretendía anexarse el sur peruano, pero no logró que el Congreso le diera la autorización para declarar la guerra a Bolivia. Firmó finalmente unos tratados con esta república, dando así una solución amistosa al conflicto. También firmó un tratado con la naciente república del Ecuador. En otros aspectos, dio diversas medidas para paliar la crisis económica y para impulsar la educación pública. En el tramo final de su gobierno, y en cumplimiento de un artículo de la Constitución, convocó a un congreso constituyente o Convención Nacional para que hiciera reformas constitucionales, asamblea ante la cual entregó el mando al concluir su periodo de gobierno. Ello, debido a que las elecciones presidenciales se frustraron al no llegarse a reunir en su totalidad los colegios electorales.

## Antecedentes

### Golpe de Estado
En 1827 se había instalado en el Perú el primer gobierno independiente, libre ya de toda influencia foránea. Su titular era el mariscal José de La Mar, que tuvo que enfrentar la guerra contra la Gran Colombia. La campaña marítima fue favorable al Perú, cuya marina capturó el puerto de Guayaquil, pero no lo fue tanto la campaña terrestre, en la que la vanguardia del ejército peruano sufrió un revés en la batalla del Portete de Tarqui. La batalla definitiva no se realizó pues ambas partes acordaron celebrar un convenio para establecer las bases de un tratado de paz. Estando en plena negociación, el 7 de junio de 1829 se produjo un golpe de Estado en el lado peruano: el general Agustín Gamarra apresó a La Mar en Piura, exigió su renuncia a la presidencia y lo envió al destierro.
Casi de manera simultánea, el general Antonio Gutiérrez de la Fuente obtuvo en Lima la renuncia del vicepresidente Manuel Salazar y Baquíjano y asumió el mando supremo con el propósito de instalar el Congreso y de celebrar la paz con Colombia, pues calificaba la guerra de insensata y fratricida (6 de junio de 1829). Gamarra reconoció el gobierno de La Fuente; era evidente que ambos se hallaban confabulados. También el general Andrés de Santa Cruz, entonces presidente de Bolivia, apoyaba a Gamarra y la Fuente; se dice incluso que los tres formaban un triunvirato, cuya meta había sido la caída de La Mar.
Luego, el 10 de julio de 1829, representantes de Gamarra y Bolívar se reunieron en Piura y firmaron un armisticio.

### Gobierno provisorio
La Fuente convocó el Congreso, que tomó el nombre de Primer Congreso Extraordinario de la Nación Peruana, el primero de carácter bicameral que tuvo el Perú, y que estaba presidido por Andrés Reyes y Buitrón, titular del Senado, mientras que Juan Antonio Távara lo era de la Cámara de Diputados. Dicho Congreso se instaló el 31 de agosto de 1829, y ante sus representantes, La Fuente renunció al poder. Ese mismo día, por votación, el Congreso nombró presidente provisorio de la República a Gamarra y vicepresidente a La Fuente.
Suceso destacado de este periodo fue la firma en Guayaquil del Tratado de Paz y Amistad entre el Perú y la Gran Colombia, al que se conoce también como Tratado Larrea-Gual (22 de septiembre de 1829). Aunque no fue propiamente un tratado de límites (como erróneamente algunos dicen), dejó sin embargo establecido que la antigua frontera virreinal sería la base referencial para un futuro trazado de límites, así como dejó establecido el procedimiento que se emplearía para dicho trazado. Pero esa delimitación no se concretó, pues poco después la Gran Colombia se fragmentó en tres estados (Venezuela, Nueva Granada y Ecuador), lo que implicaba la caducidad del tratado de Guayaquil.
Hecha la paz en el norte, quedaba pendiente el problema en el sur, específicamente con Bolivia, donde desde mayo de 1829 gobernaba el general Andrés de Santa Cruz, el cual, postergado de la política peruana, había aceptado la presidencia que el Congreso boliviano le había ofrecido. Este caudillo maquinaba la anexión del sur peruano a Bolivia como plan mínimo, y el proyecto de una Confederación peruano-boliviana como plan máximo. Gamarra también proyectaba la unión de Perú con Bolivia, pero la diferencia era que cada caudillo quería que su país tuviese la hegemonía.
Santa Cruz se atrajo incluso partidarios en Puno, Cuzco y Arequipa, donde se formaron logias a favor de la federación con Bolivia. El prefecto de Puno, Rufino Macedo, llegó a ser uno de los más incondicionales aliados de Santa Cruz. Conocedores de los planes secesionistas de Santa Cruz y ante la desidia del gobierno peruano, un grupo de oficiales peruanos, entre los que se contaba Ramón Castilla promovieron el 8 de agosto de 1829 un alzamiento en Arequipa (la llamada contrarrevolución de Arequipa) y apresaron a los confabulados con Santa Cruz; otros implicados, como Macedo, huyeron a Bolivia. Este suceso fue de trascendental importancia pues frustró el plan de Santa Cruz de anexionarse el sur peruano. Gamarra envió una carta de protesta al presidente boliviano; a partir de entonces se rompió la amistad entre ambos caudillos.

### Elecciones de 1829
Gamarra, en su calidad de presidente provisorio, convocó a elecciones populares, las primeras que se realizaron en el Perú independiente, aunque era a través de los colegios electorales. El mismo Gamarra se presentó como candidato y obtuvo más de la mayoría absoluta de los colegios electorales de provincia exigidos por la Constitución. De acuerdo a la norma electoral vigente, el cargo de vicepresidente debía ser para el accesitario a la presidencia con mayoría absoluta, pero ninguno de los otros candidatos obtuvo esa mayoría. El Congreso debía pues decidir la elección del vicepresidente entre los dos que más alta votación habían obtenido: el general Antonio Gutiérrez de la Fuente y José María Pando. El Congreso optó por elegir a La Fuente. De ese modo, con Gamarra como presidente y La Fuente como vicepresidente, no se hacía sino que ratificar a  ambos en el mando de la nación.

## Aspecto político

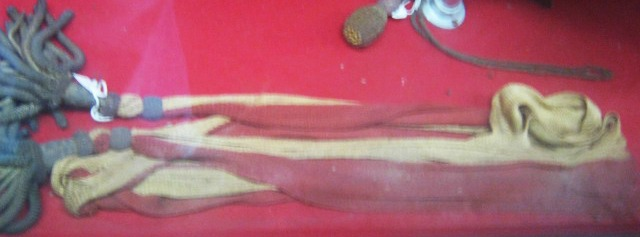
La Primera Banda Presidencial de Agustín Gamarra.

### Inauguración
El 19 de diciembre de 1829, luego de revisar las actas electorales, el Congreso proclamó a Gamarra presidente constitucional de la República, y a La Fuente como vicepresidente. El 22 de diciembre ambos prestaron el juramento de ley.
El gobierno gamarrista tuvo que enfrentar una grave crisis económica, ocasionada por la larga guerra de la independencia, pero al mismo tiempo debió afrontar turbulencias políticas internas, debido al carácter autoritario que imprimió a sus acciones. También enfrentó la amenaza exterior que representaba Bolivia, cuyo presidente Andrés de Santa Cruz quería anexarse el sur peruano.

### Gobierno conservador
El gobierno de Gamarra fue lo opuesto al de su antecesor La Mar, que pese a las adversas circunstancias había tratado de andar por los cauces constitucionales. Gamarra dejó de lado la Constitución de 1828, que no le satisfacía por las limitaciones que establecía al Poder Ejecutivo. Se apoyó en los conservadores e instauró un gobierno autoritario, que eventualmente derivó en graves excesos. Entre sus colaboradores figuraban José María Pando, Felipe Pardo y Aliaga, Andrés Martínez, Manuel Lorenzo de Vidaurre y Manuel Ignacio de Vivanco, todos ellos personajes de talento y partidarios de la mano fuerte para salvaguardar el orden.
Frente a ellos se alzó como oposición el grupo de los liberales, que batalló desde la tribuna periodística y parlamentaria. En el Congreso sus líderes fueron los clérigos Francisco Xavier de Luna Pizarro y Francisco de Paula González Vigil. Asimismo, muchos militares que habían combatido en las guerras de la independencia se sumaron a esa oposición, pues no vieron con buenos ojos que el gobierno colocara en filas a numerosos oficiales capitulados en Ayacucho o a extranjeros, que eran despreciados por los viejos patriotas. Otro factor perturbador para el gobierno fue la permanente amenaza del presidente boliviano Andrés de Santa Cruz, que no cejaba en alentar a sus partidarios que tenía en el sur peruano, a fin de anexionarse todo ese territorio.
Todas estas circunstancias motivaron que Gamarra recibiera una tenaz oposición y enfrentara catorce movimientos subversivos en diversas partes del país. Gamarra tuvo que ausentarse varias veces de la capital, para combatir esas rebeliones. Al principio, quien quedaba encargado de la presidencia en Lima era su vicepresidente Antonio Gutiérrez de la Fuente, que terminó siendo expulsado por un motín promovido por la esposa de Gamarra. En sus posteriores ausencias, Gamarra dejó como encargado del mando al titular del Senado, en tres ocasiones. El cargo de vicepresidente no volvería a ser implementado hasta la Constitución de 1856.
Conforme pasaba el tiempo, la oposición liberal al gobierno se robusteció más y los miembros del Congreso hicieron sentir su protesta.

### El papel de la Mariscala

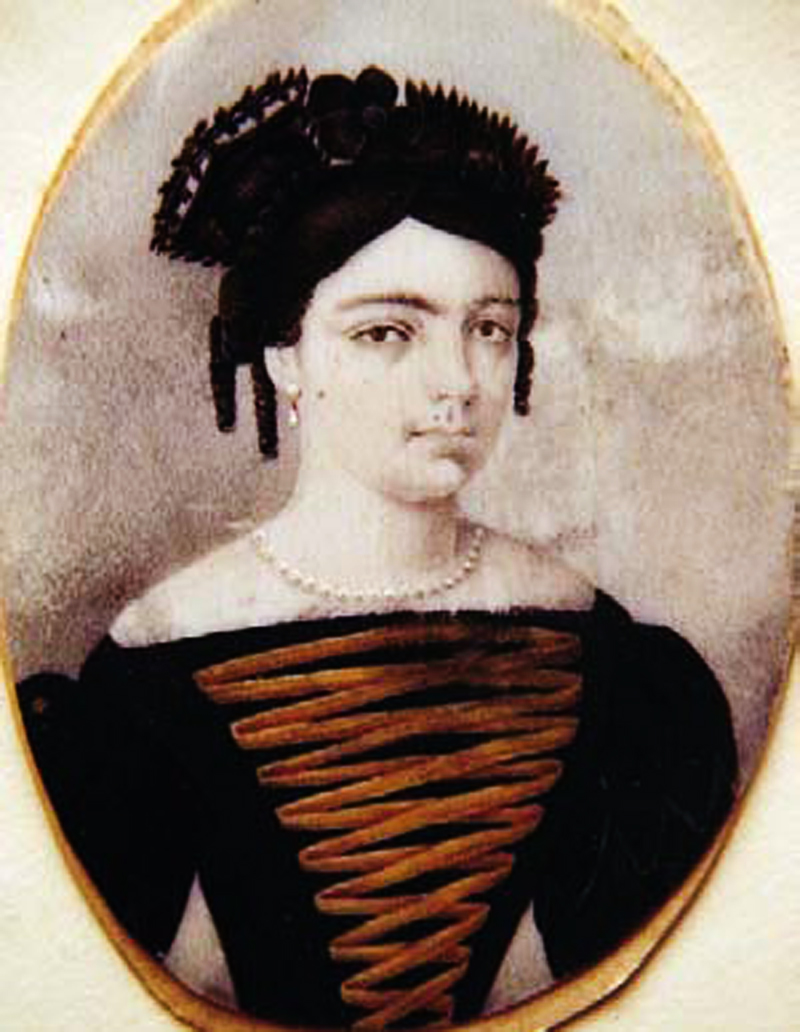
Francisca Zubiaga y Bernales, más conocida como la Mariscala, esposa de presidente Gamarra.

La esposa de Gamarra, Francisca Zubiaga y Bernales, doña Pancha, apodada la Mariscala o la Presidenta, era una mujer de carácter excepcional y de gran inteligencia. Flora Tristan, que visitó por esa época el Perú, cuenta así el influjo que tenía la Mariscala en la política peruana:

Doña Pancha no guardaba mayor deferencia por el Congreso que Napoleón por su Senado-conservador. Enviaba a menudo notas escritas de su mano, sin siquiera hacerlas firmar por su marido. Los ministros trabajaban con ella, le sometían los actos del Congreso y los de su administración. Ella misma leía todo, tachaba los pasajes que no le convenían y los reemplazaba por otros. Su gobierno, en fin, fue absoluto en medio de una organización republicana.

El marino estadounidense Ruschenberger, que estuvo en el Perú entre 1832 y 1833, escribió también sobre la Mariscala:

La Presidenta, como es ella llamada, es más bien una mujer alta y atrayente, pero demasiado embonpoint para ser bella. Tiene una cabeza alta y desarrollada y un rostro inteligente. Sus maneras son masculinas y lejos de lo grácil. Sus actos son los de un hombre. Dispara la pistola con gran precisión en el tiro, maneja la espada con mucha agilidad y es un arriesgado e intrépido jinete. Su diversión mayor en las tertulias consiste en jugar ajedrez. Nunca baila. Nació en el Cuzco, hija de un general patriota y puede afirmarse que recibió su educación en el campamento. Tiene ahora alrededor de treinta años y dedica gran atención a la política; en verdad afirman que el general Gamarra debe a las aptitudes de ella haber retenido la Presidencia tanto tiempo como lo ha hecho.

### Sublevación de Escobedo en el Cuzco
El 25 de agosto de 1830 se produjo el levantamiento del coronel Gregorio Escobedo en el Cuzco. Escobedo hizo apresar al prefecto del departamento, Juan Ángel Bujanda, juntamente con algunos de sus colaboradores. Este movimiento no tuvo éxito, siendo debelada por los mismos cusqueños a poco de haberse producido.
El presidente Gamarra, enterado de la rebelión, emprendió viaje con su ejército hacia el Cuzco, dejando en el gobierno de Lima al vicepresidente La Fuente (4 de septiembre de 1830). Pese a haberse enterado del fracaso de Escobedo en el trayecto, Gamarra continuó viaje al Cuzco, para luego seguir a Puno, pues había la sospecha de que la rebelión había sido incitada desde Bolivia por Santa Cruz (en la sección de Política exterior se trata sobre las negociaciones con Bolivia).

### Expulsión de La Fuente

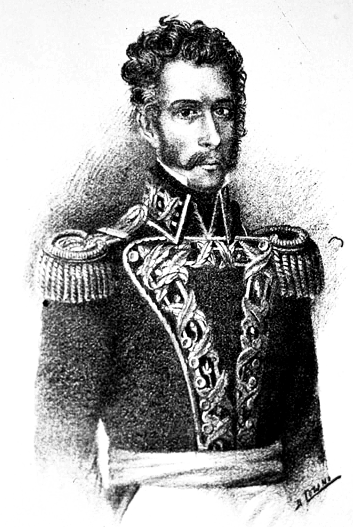
General Antonio Gutiérrez de la Fuente, gran amigo y aliado de Gamarra, a quien sirvió como vicepresidente, pero acabó siendo expulsado del país tras un motín promovido por la esposa de Gamarra, la célebre Mariscala.

Como ya queda dicho, el general La Fuente se quedó en Lima al frente del gobierno. Pero también estaba allí la esposa del presidente, La Mariscala, que vigilaba a los enemigos de su esposo y al propio La Fuente. Pronto surgieron graves desavenencias entre ambos; doña Francisca acusó a La Fuente de conspirar contra Gamarra.
Un suceso le dio a la Mariscala la oportunidad de acabar con La Fuente. Este, mediante decreto, autorizó la importación de ciertos productos extranjeros, como la harina. Ello debido a que como el gobierno andaba constantemente en apuros económicos, precisaba urgentemente de los ingresos aduaneros. Los productores nacionales protestaron contra esta medida y La Mariscala aprovechó el descontento para encabezar una asonada.
En la noche del 16 de abril de 1831, efectivos del batallón Zepita, enviados por el prefecto de Lima, coronel Juan Bautista Eléspuru y de acuerdo con la Mariscala, asaltaron la casa de La Fuente. Este se hallaba enfermo en cama y debió huir en paños menores, por las azoteas de las casas vecinas, evadiendo los disparos de la tropa. Uno de los vecinos lo acogió y le dio ropa, y así pudo huir al Callao. Este episodio fue bautizado popularmente como «la campaña de las chimeneas».
La Fuente halló asilo a bordo de la corbeta de guerra estadounidense Saint Lewis anclada en el Callao. El escritor Santiago Távara Andrade cuenta que el comandante del barco, llamado Sloat, recibió a La Fuente y le dijo: «General, hace poco más de un año que yo fondeé en este puerto cuando Ud. marchaba a Lima a deponer al Vicepresidente [Manuel Salazar y Baquíjano]. De esas cosas se dejan discípulos». La Fuente le respondió que no había punto de comparación, que él depuso a Salazar por el bien de la patria, y que no era un asesino, a diferencia de sus perseguidores, de cuyas manos a duras penas había escapado. A lo cual Sloat le replicó que a todo ello se podía aplicar el popular dicho de que los discípulos superan al maestro. La Fuente partió hacia Chile, hacia donde generalmente iban los perseguidos políticos del Perú.

### Sublevación de dos unidades de la Marina
No solo cundió el descontento en el ejército, sino también en la Marina. El 26 de junio de 1831 se sublevó la corbeta Libertad en Islay y se dirigió hacia el puerto de Cobija, en la costa boliviana. El 26 de agosto del mismo año, el bergantín Congreso, enviado a bloquear dicho puerto, se sublevó y enarboló el pabellón boliviano. Se dijo que detrás de todos estos hechos estuvo la mano de Santa Cruz, aunque lo que más influyó fue sin duda el descontento de la tripulaciones por la falta de pagos.

### Fusilamiento del capitán Rossel
Luego de su gira por el sur y tras lograr la firma de un tratado de paz y amistad con Bolivia, Gamarra regresó a Lima, reasumiendo sus funciones el 14 de diciembre de 1831. Pero la situación política interna seguía siendo crítica. En la ciudad se hablaba sin reparo alguno de conspiraciones y se mencionaban los nombres de los implicados. Varios oficiales y parlamentarios fueron perseguidos y apresados. Entre ellos se contaba el entonces coronel Ramón Castilla y el diputado José Félix Iguaín.
Una delación involuntaria de Castilla llevó al descubrimiento de una conspiración encabezada por el capitán cuzqueño Felipe Rossel, un oficial que hasta entonces había gozado de la confianza de Gamarra. El foco de la rebelión era el cuerpo que proveía de la guardia a Palacio de Gobierno. Aún después de serle notificada su detención, Rossel no vaciló en arengar a la tropa y disparar contra su jefe, el teniente coronel José Rufino Echenique, quien, con gran riesgo de su vida, se abalanzó sobre él y lo redujo (19 de marzo de 1832). Rossel fue juzgado sumariamente y fusilado en la Plaza Mayor de Lima.
Se supo que esta rebelión se proponía llamar al poder a La Fuente y que había sido fraguada por altos dirigentes liberales. La muerte de Rossel produjo mucha desazón en Lima, pues se trataba de un oficial muy querido, que había luchado en la batalla de Ayacucho.

### Regreso de José de la Riva Agüero
El 23 de octubre de 1832, arribó al Callao el mariscal José de la Riva-Agüero, tras una ausencia que se remontaba a 1823, cuando, siendo presidente de la República, fuera destituido por el Congreso por incapacidad moral y desterrado tras querer enfrentar a Bolívar. Acompañado de su esposa belga, Riva Agüero regresaba con la intención de levantar los cargos que pesaban sobre su persona, así como para reintegrarse a la vida política, lo que causó no poca inquietud. De hecho, el poder judicial levantó los cargos que tenía en su contra, considerando que había pasado mucho tiempo y que era un tema que pertenecía a la historia.

### La acusación de Vigil

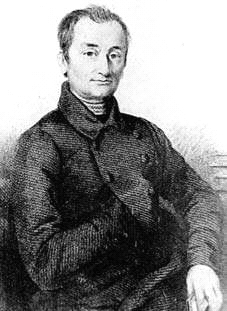
Francisco de Paula González Vigil.

El ministro de Gobierno, Manuel Lorenzo de Vidaurre, publicó un manifiesto de censura hacia la oposición, documento que terminaba con estas palabras: «Ha de reinar el orden. Si fuera preciso, callarán las leyes para mantener las leyes». Es decir, justificaba la restricción de algunas leyes, como las que amparaban las libertades individuales, en salvaguarda de un interés mucho mayor: el orden y la paz. Vidaurre, notable jurisconsulto y escritor, y de carácter tornadizo como pocos, era en realidad un liberal, pese a servir ocasionalmente a un gobierno conservador.
Frente a esta actitud prepotente del gobierno y como una reacción ante la docilidad de la mayoría de los representantes del Congreso, un grupo de diputados liberales, encabezados por el representante de Tacna, Francisco de Paula González Vigil, resolvió acusar ante el Senado al Poder Ejecutivo, como infractor de la Constitución, en uso del artículo 22, del título IV de la constitución vigente. La denuncia era por haber doblado el impuesto al papel sellado, por haber disuelto la junta departamental de Lima y por haber expulsado del país al ciudadano Jaramillo, sin previo proceso judicial.
La acusación fue presentada en la sesión de la Cámara de diputados del 8 de noviembre de 1832. Ese día, a Vigil le tocó presidir su cámara y tras escuchar a los demás diputados que justificaban la actitud del gobierno, bajó a la tribuna y dio un célebre discurso, probando de manera razonada la justicia de su acusación. Culminó su argumentación de esta manera:

Por lo que hace a mí habiéndome cabido la honra por no decir la desgracia, de presidir la cámara en este día, y debiendo quedar por esto privado de sufragio conforme al reglamento, me apresuro a emitir mi opinión en la tribuna para que sepa mi patria y sepan también todos, los pueblos libres que cuando se trató de acusar al Ejecutivo por haber infringido la Constitución, el diputado Vigil, dijo "Yo debo acusar, yo acuso".

Si bien la acusación contra el Ejecutivo fue rechazada por 36 votos contra 22, el discurso de Vigil ha quedado como modelo de elocuencia política. Su frase final de «Yo acuso» se hizo proverbial, siendo un antecedente de una similar expresión que tiempo después haría famosa Émile Zola en Francia.

### La paliza a Calorio
Un hecho que conmovió a la opinión pública ocurrió el 26 de noviembre de 1832: el editor del periódico El Telégrafo de Lima, Juan Calorio, fue detenido por un grupo de oficiales jóvenes, quienes lo condujeron a la portada del Martinete y lo apalearon duramente, dejándolo malherido en medio de un muladar. Se dijo que dichos matones obedecían a la esposa de Gamarra y que actuaron en represalia por los ataques difamatorios a la primera dama que hacía dicho periódico. La esposa de Calorio elevó sus quejas al Congreso, que dispuso que se abriera juicio, pero el resultado de todo vino a ser que la imprenta quedase clausurada y que Calorio permaneciera escondido.

### Apresamiento de Salaverry y destierro de Tellería
El gobierno anunció haber abortado un plan subversivo, que estaba programado para estallar el 14 de marzo de 1833 y que tenía planeado asesinar a Gamarra en el Callao, tomar las fortalezas del Real Felipe y provocar un levantamiento en Lima. Se dijo que la insurrección invocaba el nombre de Manuel Tellería Vicuña (presidente del Senado y ex encargado del Poder Ejecutivo) y de José de la Riva-Agüero; entre sus cabecillas fue sindicado el joven teniente coronel Felipe Salaverry. Tellería fue desterrado. Riva Agüero fue perseguido y tuvo que huir a Guayaquil. Salaverry fue detenido y enviado a Trujillo, donde fue encarcelado.

### Sublevación de Deustua y Flores en Ayacucho
El 26 de junio de 1833, estalló en Ayacucho una sangrienta revolución encabezada por los capitanes Alejandro Deustua y Tomás Flores, quienes dieron muerte a los coroneles Juan Antonio González y Mariano Guillén, prefecto y jefe militar del departamento, respectivamente. Luego, los rebeldes marcharon hacia Huanta y Parinacochas. Alarmado por estos hechos, Gamarra decidió tomar el mando de las fuerzas armadas y marchar a la zona convulsionada, dejando el poder ejecutivo en manos de José Braulio del Camporredondo, vicepresidente del Senado (30 de julio de 1833). Se dirigió a Huancayo, para coordinar los movimientos destinados a restablecer el orden. Un destacamento militar a órdenes de su ministro de Guerra, general Pedro Bermúdez, derrotó a los facciosos en los Altos de Pultunchara (15 de agosto de 1833). Este Bermúdez es el mismo que acompañó al presidente La Mar a Costa Rica, y que hacia poco se había reconciliado con Gamarra, que le permitió volver al Perú.

### La rebelión de Salaverry

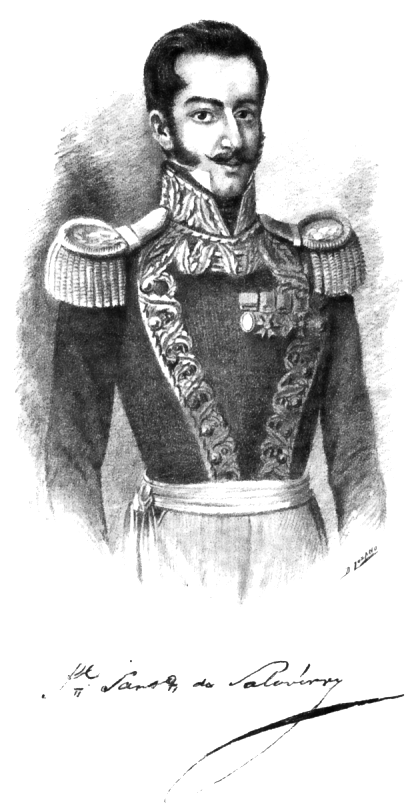
Felipe Salaverry.

Estando preso en Trujillo, Salaverry escribió un furibundo libelo contra el régimen, titulado La patria en duelo, por lo que el prefecto del departamento dispuso su confinamiento en la selva (26 de julio de 1833). A poco de emprender la marcha, Salaverry convenció a sus guardianes para que lo liberaran y, acompañado de un grupo de partidarios, se dirigió a Chachapoyas, donde apresó al prefecto del departamento. Gamarra, enterado de estos hechos, envió al general José María Raygada al mando de fuerzas más numerosas que las del rebelde. Salaverry sufrió entonces la defección de mucha gente y fue apresado nuevamente, siendo llevado a Cajamarca. En esa ciudad, Salaverry convenció otra vez a sus custodios para que lo dejaran libre y efectuó un nuevo alzamiento, el 26 de octubre de 1833. Luego se dirigió a Trujillo, donde algunos se plegaron a su rebelión. Gamarra envió al coronel Juan Francisco de Vidal con la misión de acabar con Salaverry.
Vidal trató de lograr un acuerdo con Salaverry, pero no lo consiguió y decidió proseguir la campaña. Salaverry pretendió marchar a Lima, pero Vidal lo logró interceptar, acampando cerca de un lugar llamado Garita de Moche (a 7 km al norte del actual puerto de Salaverry). La batalla se libró el día 19 de noviembre de 1833. Salaverry fue derrotado; tuvo sin embargo un gesto generoso en medio de la lucha, al impedir que el músico González diera muerte a Vidal. Al advertir la escena, Vidal exclamó: «¡Gracias, generoso!» En el campo quedaron 600 muertos, cifra exorbitante si se tiene en cuenta que todos los combatientes llegaban a 1400, lo que demuestra la fiereza de la lucha. Salaverry logró huir, refugiándose de incógnito en la hacienda Suipiro, en Paita. Sin embargo, fue reconocido y entregado a Vidal, quien no quiso cumplir la orden de fusilarlo, permitiéndole que se embarcara rumbo a Ecuador.

### Motín de San Lorenzo y rebelión de Nestares en Chancay
En septiembre de 1833 estalló un motín de los presos de la isla San Lorenzo. Fue enviado a sofocarlo el diputado coronel Guillén, aunque sin contar con el permiso de la Convención Nacional. 
En San Lorenzo estaban recluidos delincuentes comunes, entre los que se contaban los zambos Marcelo Sacomano y el apodado Perjuicio, que eran salteadores y criminales célebres. La sublevación ocurrió así: Un sobrestante (capataz) apellidado Bravo, embriagó a los presos, y aprovechando que la guarnición estaba almorzando, se apoderó de las armas y de dos lanchas, que los rebeldes usaron para abandonar la isla. Un grupo desembarcó en Ancón y otro en la playa Márquez, este último al mando del zambo Perjuicio. Luego se reunieron y avanzaron hacia Chancay, para reunirse con un tal Nestares, que era el caudillo de una sublevación. En persecución de los sediciosos fue el ya mencionado coronel Guillén, que batió a un grupo y persiguió a otro, a cuyos integrantes ofreció perdonarles la vida si se entregaban. Algunos le creyeron y se entregaron, pero Guillén no cumplió su palabra y los hizo lancear. Nestares, por su parte, al frente de sus montoneras reforzadas con los forajidos, asoló por un tiempo el norte chico, pero fue derrotado en noviembre de 1833. Participaron en esta campaña de represión los mismos vecinos de Supe y Barranca, que ganaron fama de bravos y así fueron recordados durante mucho tiempo, según lo testimonia el historiador Nemesio Vargas.

### Gobernantes interinos

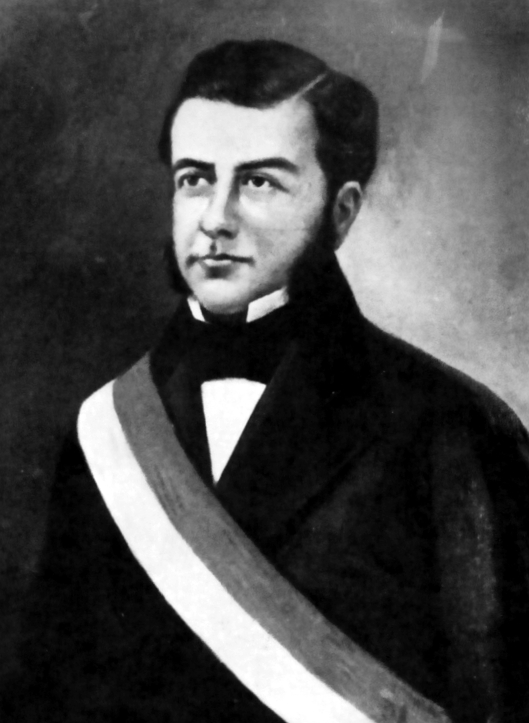
Manuel Tellería Vicuña, presidente del Senado, ocupó interinamente el Poder Ejecutivo.

Hubo cinco ocasiones en que se encargaron del alto mando gobernantes interinos, debido a las ausencias de Gamarra de la capital para combatir rebeliones en provincias o por un permiso por salud. 
El primero de esos encargados del mando fue el vicepresidente Antonio Gutiérrez de la Fuente, que gobernó de 5 de septiembre de 1830 a 16 de abril de 1831, cuando fue expulsado y destituido en un motín promovido por la esposa de Gamarra. Ante la falta de otra autoridad, asumió el poder el prefecto de Lima Juan Bautista Eléspuru, solo por dos días. Luego, el 18 de abril, se encargó del mando supremo el presidente del Senado, Andrés Reyes y Buitrón, un ilustre ciudadano chancayano, hasta el 21 de diciembre de 1831, cuando retornó Gamarra de su viaje al sur.
De 27 de septiembre a 1º de noviembre de 1832, Gamarra, aquejado por una enfermedad, encargó el mando al entonces presidente del Senado, Manuel Tellería Vicuña, magistrado limeño.
El 30 de julio de 1833, Gamarra, antes de partir a debelar una rebelión en Ayacucho, encargó el mando al vicepresidente del Senado José Braulio del Camporredondo, natural de Chachapoyas, cuyo gobierno se prorrogó hasta el 22 de noviembre de dicho año, cuando regresó Gamarra.

## Política exterior

### Negociaciones con Bolivia. Tratados de 1831 y 1832

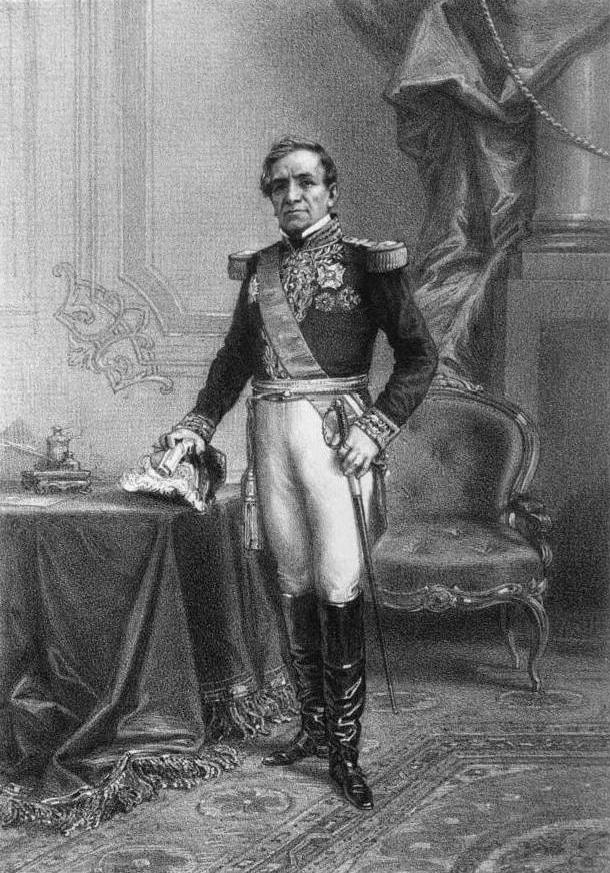
General Andrés de Santa Cruz, presidente de Bolivia.

Los límites entre el Perú y Bolivia no habían sido todavía definitivamente fijados, lo que conllevaba a muchos problemas en la zona fronteriza. El gobierno peruano de Gamarra quiso solucionar este asunto y acreditó ante el gobierno de Bolivia una misión diplomática, presidida por Mariano Alejo Álvarez, a quien se dio instrucciones para que negociara la suscripción de tratados de amistad y comercio; también se le encargó que pidiera explicaciones al presidente Santa Cruz sobre su injerencia en la política peruana. El ministro de Relaciones Exteriores de Bolivia, Mariano Enrique Calvo, se mostró poco dispuesto a formalizar los tratados; por su parte, Santa Cruz rechazó airado el pedido de las explicaciones, pues lo consideró ofensivo. Este incidente, más la pérdida de la valija diplomática de Álvarez, que éste culpó a la cancillería boliviana, precipitaron el fracaso de la misión.
Gamarra envió otra misión a Bolivia, presidida esta vez por Manuel Bartolomé Ferreyros. Por entonces, el presidente peruano se encontraba en el Cuzco, donde se acababa de debelar la rebelión de Escobedo; aprovechó entonces la ocasión para acercar sus fuerzas a la frontera e invitó a una entrevista a Santa Cruz, la misma que se realizó en el Desaguadero. A ella asistieron, en calidad de observadores, Ferreyros y el nuevo ministro de Relaciones Exteriores de Bolivia, Casimiro Olañeta. Santa Cruz y Gamarra no llegaron a nada concreto y solo acordaron que sus ministros se trasladaran a Arequipa para proseguir las conversaciones. Pero aquí tampoco se llegó a un acuerdo, por lo que se dio por terminadas las negociaciones.
Gamarra viajó precipitadamente a Lima y pidió al Congreso que autorizara la declaración de guerra a Bolivia. Pero el Congreso se negó y apostó por continuar las negociaciones. Los representantes de ambos países, el peruano Pedro Antonio de La Torre y el boliviano Miguel María de Aguirre se reunieron en el pueblo de Tiquina (frontera peruano-boliviana), firmando un Tratado preliminar de paz (25 de agosto de 1831), en el que se acordó el retiro de ambos ejércitos de la frontera y la disminución de sus efectivos. El 8 de noviembre de 1831, los mismos plenipotenciarios, con la mediación de Chile, suscribieron en Arequipa el Tratado de Paz y Amistad, que ratificó los acuerdos anteriores, además de la prohibición de las actividades sediciosas a los refugiados políticos de ambos países, y el mantenimiento de las fronteras hasta el nombramiento de las comisiones de límites. Por el mismo tiempo se celebró el Tratado de Comercio, en el cual se aprobó la igualdad de derechos, se declaró libre la navegación en el Lago Titicaca y quedaron exentos algunos artículos necesarios para la industria y la agricultura de ambos países. El gobierno boliviano aceptó el Tratado de Paz y Amistad, mas no el de Comercio, por considerarlo lesivo a sus intereses comerciales. El peruano La Torre se vio obligado a viajar a Bolivia para negociar con Casimiro Olañeta un nuevo Tratado de Comercio, que fue suscrito en Chuquisaca el 17 de noviembre de 1832.

### Surgimiento del Ecuador. Tratado Pando-Noboa

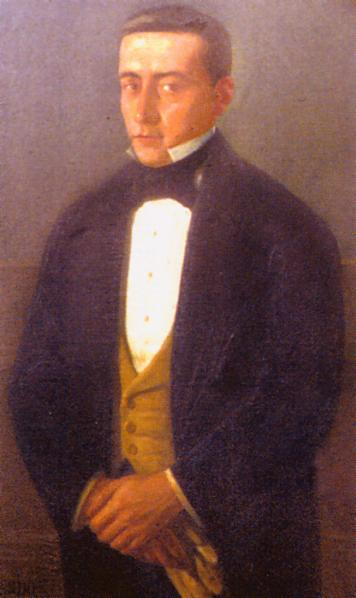
José María Pando, ministro de Relaciones Exteriores de Gamarra y suscriptor del primer tratado internacional con la república de Ecuador en 1832.

Tras la disolución de la Gran Colombia en 1830, surgió un nuevo Estado independiente colindante con el Perú: la República del Ecuador. Esta flamante república se erigió sobre la base de los territorios de la antigua Audiencia de Quito, más la provincia de Guayaquil. Es necesario resaltar que en el momento de su fundación, Ecuador no hizo ningún reclamo sobre Tumbes, Jaén y Maynas, que pertenecían al Perú en base al principio del Uti Possidetis y el principio de la libre determinación de los pueblos. El primer decreto ecuatoriano de convocatoria a elecciones mencionaba al departamento del Ecuador con las provincias de Pichincha, Chimborazo e Imbabura; al departamento de Guayaquil con la provincia de Guayaquil y la de Manabí; al departamento del Azuay con las provincias de Cuenca y Loja; y a la provincia de Pasto. Nunca se mencionaron a Tumbes, Jaén y Maynas. En la Convención de Riobamba, que fundó propiamente la República del Ecuador y le dictó su primera Constitución, estaban representadas las provincias de Imbabura, Pichincha, Chimborazo, Cuenca, Loja y Guayaquil; pero no Tumbes, Jaén y Maynas.
El primer tratado celebrado entre el Perú y Ecuador fue el Tratado Pando-Novoa, suscrito en Lima el 12 de julio de 1832 entre el ministro de Gobierno y Relaciones Exteriores del Perú, José María Pando, y el ministro plenipotenciario de Ecuador, Diego Noboa. Se trataba en realidad de dos tratados: uno de amistad y alianza, y el otro relativo al comercio. En cuanto a la cuestión limítrofe, se dejaba su solución para un futuro convenio; mientras tanto se mantenían los límites vigentes entre ambas naciones. De esa manera, el Ecuador reconocía implícitamente la posesión del Perú sobre Tumbes, Jaén y Maynas, así como la caducidad del tratado de Guayaquil de 1829. Dichos tratados de 1832 fueron aprobados por los Congresos de ambos países, y fueron canjeadas las ratificaciones respectivas. Solo a partir de 1840 empezaron los reclamos de Ecuador sobre Tumbes, Jaén y Maynas, pero el análisis de dicho asunto escapa al presente artículo.

### Relaciones con Chile

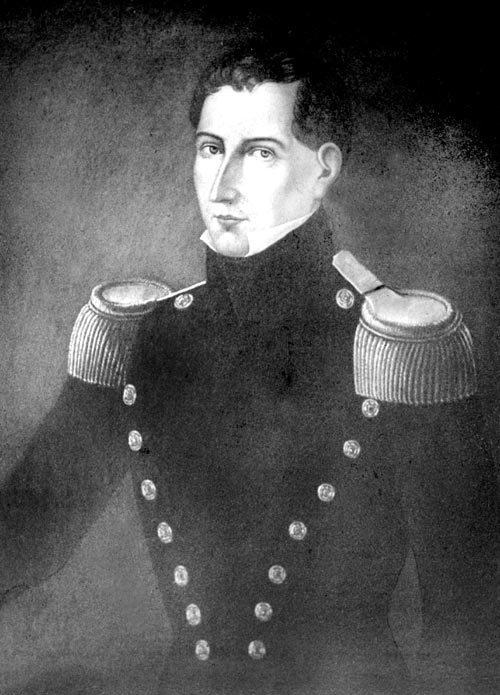
Diego Portales, ministro de Estado de Chile y el verdadero director de la política de su país desde 1830, planeó la guerra con el Perú a raíz de las rivalidades comerciales entre ambos países.

Chile siguió de cerca el desarrollo de los acontecimientos entre el Perú y Bolivia y, como ya vimos, ofreció su mediación para que ambos países llegaran a una solución pacífica. Chile ya empezaba a mostrarse como un opositor decidido de la unión entre el Perú y Bolivia, sabedor de los planes que al respecto tramaban tanto Santa Cruz como Gamarra.
De otro lado, las relaciones entre el Perú y Chile se pusieron tensas a raíz de la rivalidad comercial entre los puertos de Valparaíso y el Callao. Algunas disposiciones dictadas por el gobierno para aumentar los ingresos aduaneros, afectaron al comercio de trigo de Chile, que abastecía al mercado peruano desde la época colonial. En represalia, Chile aumentó los impuestos al azúcar peruano que ingresaba a su territorio. El ministro peruano en Santiago, José Villa, sugirió entonces a su gobierno que elevara el impuesto a los productos extranjeros que se importaban por la vía de Valparaíso. A raíz de estos rozamientos, se dice que el ministro chileno Diego Portales proyectó hacer la guerra al Perú, contando con la ayuda de los exiliados peruanos en Chile.

## Aspecto económico

### Situación general
La larga lucha por la independencia había afectado severamente las actividades agrícolas, mineras y ganaderas. Las bajas humanas en los campos de batalla tuvieron como efecto colateral la disminución en la producción agrícola, especialmente en los cultivos industriales de la costa (algodón, vid y caña de azúcar), fuente importante de ingresos fiscales por conceptos de derechos de exportación de los productos manufacturados, como las telas y los licores. La ganadería también sufrió también una merma considerable, pues los ejércitos beligerantes habían consumido una considerable cantidad de ganado vacuno y ovino que se criaba en la zona andina. También el ganado caballar fue severamente afectado al ser diezmado en los campos de batalla. La minería, que ya en las postrimerías de la colonia había sufrido un bajón productivo, entró en una etapa de paralización por la falta de brazos y de capitales. Ello trajo a la vez una considerable disminución en los ingresos fiscales por derechos de exportación. De modo que cuando Gamarra subió al poder debió enfrentar una terrible crisis económica.

### Algunas medidas
- Se tomó medidas para regularizar el cobro de las contribuciones, especialmente del ramo de patentes que no habían sido hecho efectivas desde 1822.[47]
- A fin de estimular la producción, se suprimieron o disminuyeron varios impuestos que pesaban sobre las industrias básicas. Por ejemplo, se anularon las tasas que gravaban la producción del oro y la plata, y se redujo los diezmos que afectaban la extracción de la plata piña. También se anularon o redujeron a la mitad los impuestos aplicados al comercio de los vinos de Arequipa y los aguardientes de Ica.[48]
- Eliminó las restricciones fijadas al comercio de importaciones y autorizó la entrada de numerosos artículos, teniendo en cuenta que el régimen prohibitivo solo alentaba el contrabando.[49] En casos excepcionales, se optó por proteger la producción nacional, como en el caso de los vinos nacionales, prohibiéndose la introducción de los vinos extranjeros.[50]
- Se estableció la Dirección General de Aduanas. La sede de la aduana del Callao se estableció en la Fortaleza del Real Felipe, para facilitar el despacho y protegerla de los bandidos.[51]
- Se reorganizó la Casa de Moneda, cuya dirección fue encomendada a Cayetano de Vidaurre en 1831. Se crearon las casas de moneda de Trujillo y Arequipa.[47]
- Prohibió la circulación de la moneda española, por ser las pesetas de menos peso y ley que las monedas peruanas.[52]

## Obras públicas
- Se construyó el muelle del Callao, tras aceptarse la propuesta de los ingenieros Tomás Gil y Tomás Hayworth.[52]
- Se abrió al comercio marítimo el puerto de Cerro Azul, que era la salida natural del fértil valle de Cañete.[53]
- Se impulsó la obra del canal Vincocaya que favoreció enormemente el desarrollo agrícola de Arequipa.[52]
- Se inauguró el Hospital de la Maternidad en el antiguo edificio del Hospital de la Caridad (1830).[52] Su directora era la obstetra francesa Benita Paulina Cadeau de Fessel, y contaba con instrumental traído de París, considerado entonces como lujoso.[54]

## Aspecto administrativo
- Se creó el Departamento de Amazonas, por ley promulgada el 21 de noviembre de 1832. La integraban las provincias de Chachapoyas, Pataz y Maynas, hasta entonces bajo la jurisdicción del Departamento de La Libertad. Para ello fue decisiva la acción del diputado amazonense José Braulio del Camporredondo.[55]
- Se ensayó la descentralización administrativa que se hizo por medio de las Juntas Departamentales, que habían sido creadas por la Constitución de 1828. Lamentablemente, este ensayo no dio los resultados esperados por la irresponsabilidad y la falta de preparación de sus miembros, a lo que se sumó la escasez de recursos económicos.[56]

## Aspecto educativo y cultural
Gamarra fue un decidido impulsor de la educación pública, sin duda porque el mismo había recibido una buena educación y sabía lo que esta significaba para el desarrollo de un ciudadano.
- Se reorganizó el Convictorio de San Carlos (que tras la independencia abandonó su calificativo de “real”), cuya dirección se encomendó a Justo Figuerola.[57] Como carecía de rentas suficientes, Gamarra le asignó 4000 pesos sobre el convento supreso de la Buena Muerte.[52]
- Se impulsó el desarrollo del Colegio de la Independencia, nombre que había adoptado el antiguo Colegio de Medicina de San Fernando (actual Facultad de Medicina). Por entonces tenía sólo 30 alumnos y su director era Miguel Tafur. Se ordenó que su enseñanza se concentrara en la medicina y cirugía y se le asignó una renta de cien pesos mensuales para la alimentación de los alumnos. Se le encomendó la propagación de la vacuna.[58]
- Se favorecieron los estudios de las matemáticas en el Colegio de Ciencias y Artes del Cuzco, cuya dirección fue encomendada a Francisco Pacheco. Dicho plantel, que ha subsistido hasta nuestros días, vino a reemplazar, en cierto modo, a la Universidad, por razón de las materias que en él se enseñaban.[57]
- Se fundaron los siguientes colegios: San Juan, en Chachapoyas; la Victoria de Ayacucho, en Huancavelica; y El Carmen (actual San Miguel), en Piura.[57] En Arequipa ya funcionaba el Colegio de la Independencia Americana, inaugurado en 1828 y cuyo rector en 1831 era el clérigo Francisco de Paula González Vigil.[59] Todos estos colegios todavía subsisten.
- El gobierno se mostró dispuesto en abrir escuelas de instrucción primaria en todos los conventos de regulares, así como en facilitar locales a los pueblos que solicitasen su instalación. En esa labor fue asesorado por el clérigo José Francisco Navarrete.[57]
- En 1830 se fundó en Lima el Colegio de las Educandas del Espíritu Santo (educación femenina), que fue dirigido por la señora Hortensia Bayer de Nizard. Recibía pupilas, medio pupilas y externas y, desde un inicio, acudieron a ella las muchachas de las mejores familias.[52] Cabe señalar que esta educación era solo de nivel primario, pues en esa época las mujeres estaban prohibidas de ingresar a los colegios mayores y a las universidades.
- En 1832 llegó al Perú el literato español José Joaquín de Mora, que bajo la protección de Gamarra y otros intelectuales peruanos, impulsó la creación del Ateneo de Lima, un plantel de enseñanza libre, cuyo propósito era elevar la decaída instrucción universitaria, en exceso conservadora y rutinaria. Allí se enseñaba ciencias, literatura, filosofía, historia, derecho natural y el idioma francés. La dirección se encomendó a Manuel Lorenzo de Vidaurre; y tuvo como profesores a Justo Figuerola, José Cabero y Salazar, Miguel Tafur, Hipólito Unanue, José María Pando, Felipe Pardo y Aliaga, y el citado Mora.[60]
- Se fundó en 1830 el Colegio Militar, con sede en el colegio de San Pedro en Lima, que había pertenecido a los jesuitas y después a los Padres del Oratorio. Sólo admitía jóvenes de 15 a 18 años, que pagaban una pensión anual de 180 pesos. Los hijos de militares pagaban la mitad y los huérfanos de padres caídos en acción de guerra gozaban de becas. El tiempo de los estudios quedó fijado en dos años y el director debía ser un coronel; el primero en ejercer ese cargo fue Eugenio Cortés, quien abrió el curso con 60 alumnos.[52] Posteriormente, en 1832, ejerció su dirección el coronel Manuel Ignacio de Vivanco, uno de los pocos militares peruanos de esa época al que se puede considerar como ilustrado. Pero el colegio no tuvo larga vida pues fue clausurado en 1834.[61]

## La reforma militar
Luego de la paz con la Gran Colombia, el Perú ya no tenía una amenaza bélica desde el norte, pero si desde el sur, con Bolivia, un país cuyo ejército era considerado inferior al del Perú y que no contaba con marina, pese a que por entonces tenía litoral. Vista así la situación, Gamarra desarmó la escuadra, lo que no pudo menos que disgustar a los marinos. Y en diciembre de 1829, logró del Congreso la aprobación de una ley de Reforma Militar, cuyo fin era reducir el ejército para evitar gastos al Estado. Por esta ley debían ser reformados los jefes y oficiales que resultaran sin colocación, entre los cuales se incluyó a los capitulados en Ayacucho y el Callao, a los que no hubieran participado en las campañas de la independencia y a quienes habiendo servido no hubieran actuado en batalla alguna. A los vencedores de Junín y Ayacucho, y los oficiales que se hubiesen distinguido en la guerra de la independencia, se les consideró irreformables, a no ser que ellos mismos lo solicitaran, ante lo cual se les otorgaría premios y otras mercedes.  Pero sucedió que algunos de los más prestigiosos oficiales pidieron su reforma y otros que permanecieron en el servicio fueron destacados a remotas provincias, retrasados en sus promociones, o implicados en conspiraciones reales o ficticias, como ocurrió con Castilla y Salaverry. Por eliminación se constituyó así un escogido grupo militar, cuya lealtad fue comprometida mediante ascensos y privilegios. Y sucedió que al final, Gamarra se vio rodeado de un grupo de oficiales en actividad que eran en su mayoría los mismos a los que había querido separar por la reforma, es decir, los capitulados en Ayacucho y los extranjeros, lo que causó el descontento entre los oficiales que se consideraban auténticos patriotas, y no poco influyó en las sublevaciones que plagaron el periodo gamarrista. A principios de 1833 la ley de reforma fue suprimida.

## Sucesión presidencial de 1833
Gamarra quiso dejar el poder antes de que finalizara su mandato; al menos eso se desprende cuando el 27 de septiembre de 1832 presentó ante el Senado una formal renuncia por motivos de salud. Pero el Senado se lo negó y acordó concederle una licencia por el tiempo que requiriese su restablecimiento.
Como ya se acercaba el fin de su período presidencial, Gamarra convocó a los Colegios Electorales para la elección de un nuevo presidente y un nuevo vicepresidente (13 de marzo de 1833). Pero muy pocos fueron los colegios electorales que atendieron dicha convocatoria; y la instalación del Congreso no llegó a efectuarse, porque no se llegó a reunir el necesario número de representantes.
En ese mismo año se eligió también la Convención Nacional, una asamblea de representantes cuya misión era reformar la Constitución de 1828, tal como lo estipulaba esta misma en su artículo 177. Dicha asamblea se instaló el 12 de septiembre de 1833, predominando en ella los diputados liberales, a la cabeza de los cuales estaban los clérigos Francisco Xavier de Luna Pizarro y Francisco de Paula González Vigil.
Pese a que no había un sucesor elegido por elecciones, Gamarra no quiso prorrogarse en el poder y lo abandonó el 19 de diciembre de 1833, el mismo día en que finalizaba su mandato constitucional. Entonces la Convención Nacional asumió temporalmente el poder ejecutivo y se arrogó la potestad de elegir a un presidente provisorio. El elegido fue el general Luis José de Orbegoso y Moncada, un militar débil y manejable para los liberales, en perjuicio del candidato de Gamarra, el general Pedro Pablo Bermúdez Ascarza (20 de diciembre de 1833).

## Autoridades

### Encargados del Mando
Por ausencia o por enfermedad del presidente Gamarra, asumieron interinamente el mando supremo los siguientes personajes:
| Imagen | Nombre                         | Cargo original            | Inicio                   | Fin                     |
| ------ | ------------------------------ | ------------------------- | ------------------------ | ----------------------- |
|        | Antonio Gutiérrez de la Fuente | Vicepresidente            | 5 de septiembre de 1830  | 16 de abril de 1831     |
|        | Juan Bautista Eléspuru         | Prefecto de Lima          | 16 de abril de 1831      | 18 de abril de 1831     |
|        | Andrés Reyes y Buitrón         | Presidente del Senado     | 18 de abril de 1831      | 7 de junio de 1831      |
|        | Andrés Reyes y Buitrón         | Presidente del Senado     | 29 de junio de 1831      | 14 de diciembre de 1831 |
|        | Manuel Tellería Vicuña         | Presidente del Senado     | 27 de septiembre de 1832 | 31 de octubre de 1832   |
|        | José Braulio del Camporredondo | Vicepresidente del Senado | 30 de julio de 1833      | 22 de noviembre de 1833 |

### Ministros
| Ministerio        | Ministros | Periodo |
| ----------------- | --- | --- |
| Gobierno y RR.EE. | José María Pando Matías León Carlos Pedemonte y Talavera Matías León Manuel Lorenzo de Vidaurre José María Pando Manuel del Río Nicolás de Araníbar Manuel del Río José María Pando Manuel del Río | 31 de diciembre de 1829-20 de julio de 1830 20 de julio de 1830-12 de agosto de 1830 4 de agosto de 1830-9 de agosto de 1831 11 de agosto de 1831-31 de enero de 1832 31 de enero de 1832-1 de junio de 1832 1 de junio de 1832-29 de julio de 1832 29 de julio de 1832-5 de octubre de 1832 5 de octubre de 1832-13 de noviembre de 1832 13 de noviembre de 1832-31 de diciembre de 1832 31 de diciembre de 1832-11 de abril de 1833 11 de abril de 1833-20 de diciembre de 1833 |
| Hacienda          | José de Larrea y Loredo Manuel del Río José María Pando Manuel Pérez de Tudela Manuel Gaspar de Rosas Manuel del Río Joaquín de Arrece Andrés Martínez de Orihuela José Villa                      | 19 de diciembre de 1829-20 de junio de 1830 20 de junio de 1830-21 de julio de 1830 21 de julio de 1830-21 de julio de 1830 21 de julio de 1830-20 de diciembre de 1831 20 de diciembre de 1831-29 de octubre de 1832 29 de octubre de 1832-12 de noviembre de 1832 12 de noviembre de 1832-22 de noviembre de 1832 22 de noviembre de 1832-3 de enero de 1833 3 de enero de 1833-20 de diciembre de 1833                                                                         |
| Guerra y Marina   | José de Rivadeneyra Juan José Salas Pedro Pablo Bermúdez José Mercedes Castañeda Juan José Salas Pedro Pablo Bermúdez                                                                              | 19 de diciembre de 1829-16 de abril de 1831 16 de abril de 1831-24 de abril de 1832 24 de abril de 1832-julio de 1832 julio de 1832-noviembre de 1833 noviembre de 1833-diciembre de 1833 diciembre de 1833-20 de diciembre de 1833 |

| Predecesor: Gobierno de José de La Mar | Gobierno del Perú 19 de diciembre de 1829 - 19 de diciembre de 1833 | Sucesor: Gobierno de Luis José de Orbegoso |